# Pándroso

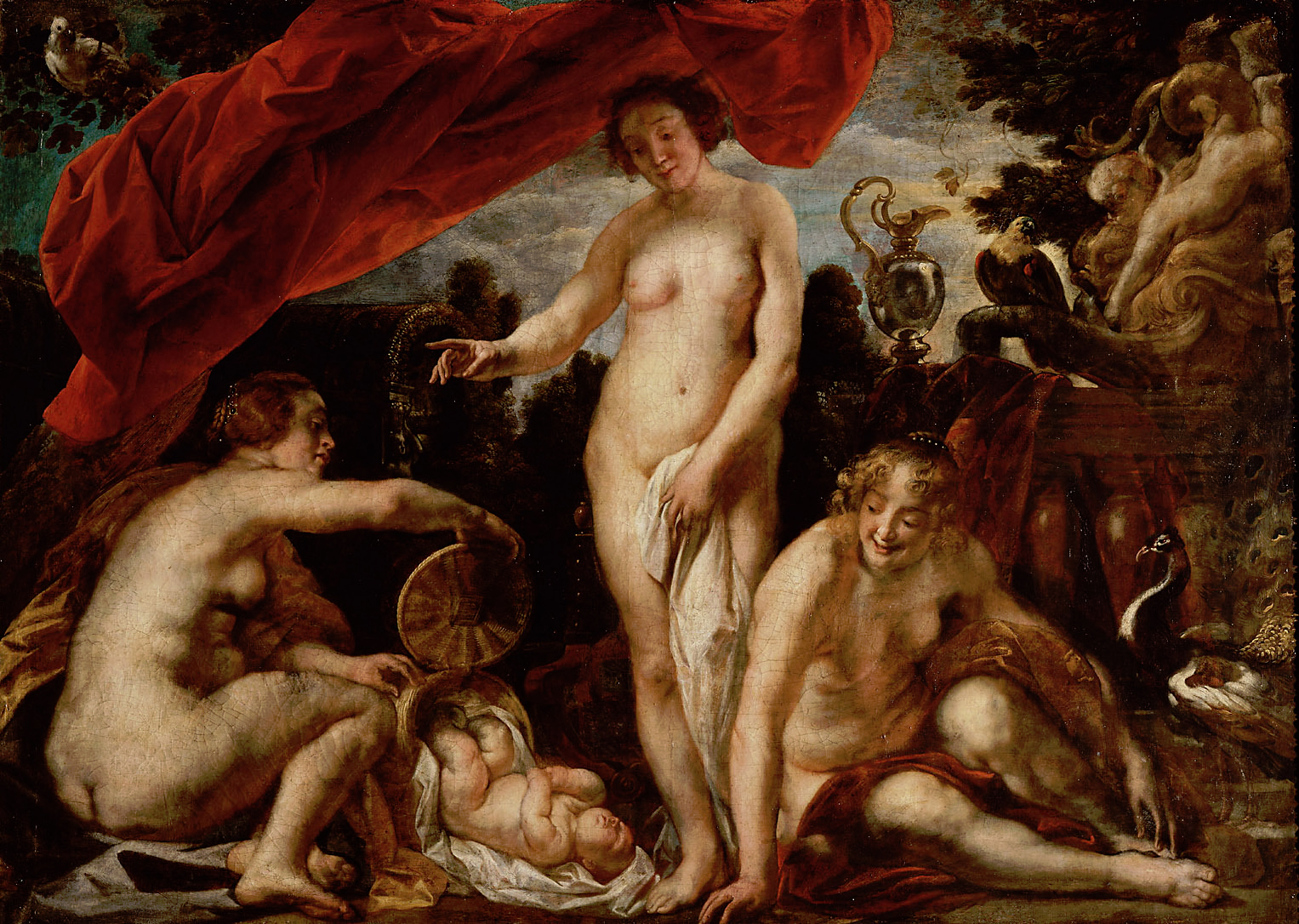
Óleo en lienzo de 1640, obra de Jacob Jordaens: Las hijas de Cécrope encuentran a Erictonio.

En la mitología griega, Pándroso (en griego: Πάνδροσος Pándrosos) era hija de Cécrope y Aglauro, y hermana de Aglauro, Herse y Eresictón. 
Cuando nació Erictonio, Atenea decidió cuidarlo en secreto y para ello lo había ocultado en una cesta y lo había confiado a Pándroso, prohibiendo que abriera la cesta. Las hermanas de Pándroso por curiosidad incumplieron la promesa y al abrir la cesta vieron una serpiente enroscada en el cuerpo del bebé.
Por ser la única que obedeció, a Pándroso se erigió un templo en la Acrópolis de Atenas, llamado Pandrosio.
Sin embargo, en otras versiones, eran las tres hermanas las que tenían encomendada la custodia de la cesta y las tres la abrieron, o bien solamente la abrió Aglauro, o sólo Pándroso. Vieron al pequeño Erictonio, que tenía la parte inferior de serpiente y, delatadas por una corneja, fueron enloquecidas por Atenea y murieron al lanzarse al mar.